# 민안부
민안부(閔安富, ? ~ ?)는 고려 말기의 문신이다. 본관은 여흥(驪興), 자는 영숙(榮叔), 호는 농은(農隱)이며, 도첨의사인(都僉議舍人) 유(擩)손자이다. 고려 합문지후 심연(沈淵)의 사위로 전리정랑 심용(沈龍)의 매부이며 문하시중 심덕부와 전리판서 심원부의 고모부이다. 두문동칠십이인의 한 사람이다.

## 기타
1822년, 유생들의 상소에 의해 고려 말기에 지조를 지킨 것이 인정되어 김충한과 함께 두문동 표절사에 추가로 배향되었다.

## 같이 보기
- 산청 대포서원 - 경상남도 문화재자료 제198호
- 산청 송계재 - 경상남도 문화재자료 제199호
- 두문동칠십이현
- 심원부